# Острог (Бурятія)
Острог (рос. Острог) — село Прибайкальського району, Бурятії Росії. Входить до складу Сільського поселення Ітанцинського.
Населення — 100 осіб (2015 рік).